# Мезентериальные артерии
Мезентериальные (или брыжеечные) артерии — ветви брюшной аорты, с помощью которых осуществляется кровоснабжение кишечника.
Хроническое заболевание мезентериальных артерий обусловлено атеросклеротическим стенозом или окклюзией чревного ствола или мезентериальных артерий. Распространенность данного заболевания увеличивается с возрастом пациентом и тесно связано с другими атеросклеротическими поражениями и аневризмой брюшной аорты.